# Бурий голкохвіст
Бурий голкохвіст (Zoonavena) — рід серпокрильцеподібних птахів родини серпокрильцевих (Apodidae).

## Види
Виділяють три види роду Бурий голкохвіст:
- Голкохвіст мадагаскарський (Zoonavena grandidieri)
- Голкохвіст сан-томейський (Zoonavena thomensis)
- Голкохвіст індійський (Zoonavena sylvatica)